# Leninsk-Kuznetsky

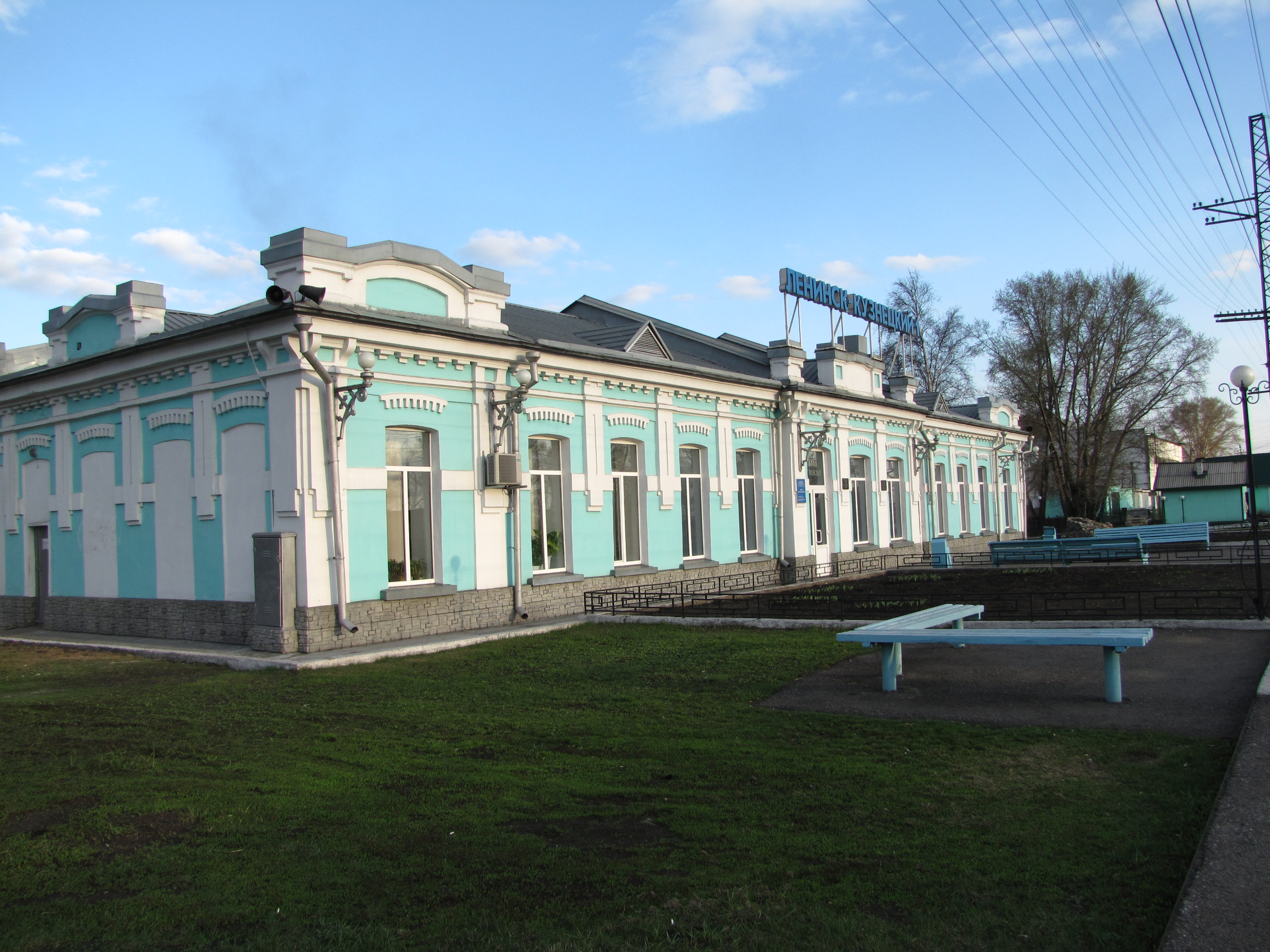
Leninsk-Kuznetsky

Leninsk-Kuznetsky (tiếng Nga: Ленинск-Кузнецкий, phát âm tiếng Nga: [ˈlʲenʲɪnsk kʊzˈnʲɛt͡skʲij]), mang tên Kolchugino (Кольчу́гино, phát âm [kɐlʲˈt͡ɕugʲɪnə]) đến năm 1925, là một thành phố Nga. Thành phố này thuộc chủ thể Kemerovo Oblast, nằm hai bên bờ sông Inya (nhánh của sông Ob). Thành phố có dân số 112.253 người (theo điều tra dân số năm 2002). Đây là thành phố lớn thứ 143 của Nga theo dân số năm 2002. Dân số: 101,666 (Điều tra dân số 2010); 112,253 (Điều tra dân số 2002); 165,487 (Điều tra dân số năm 1989); 128,000 (1972); 83,000 (1939); 20,000 (1926).
Leninsk-Kuznetsky là một trong những trung tâm khai thác than đá chính của lưu vực Kuznetsk.
Việc thành lập khu định cư ngày nay là thành phố bắt đầu vào năm 1763 với việc tạo ra một ngôi làng Kolchugino. Việc khai thác than bắt đầu vào năm 1870 nhưng đã không trở thành thực sự chuyên sâu cho đến năm 1912 khi có một truyền của thủ đô nước Pháp. Khu định cư được đổi tên thành Leninsk trong năm 1922, sau đó Leninsk-Kouznetsky vào năm 1924. Nó đã được tư cách cấp thị trấn vào năm 1925. Thành phố này là hoàn toàn chuyển hướng tới việc khai thác than. Nhiều mỏ trong phạm vi các giới hạn của thành phố.
Thành phố tọa lạc trên các trục đường Leninsk-Kuznetsky-Novosibirsk và Kemerovo-Novokuznetsk và trên các tuyến đường sắt Novosibirsk-Novokuznetsk và Kemerovo-Novokuznetsk.
Thành phố đã có một mạng lưới xe buýt xe từ năm 1984.